# Katy Wix
Katy Wix (* 28. Februar 1980 in Pontypridd, Wales) ist eine britische Schauspielerin und Comedienne. Sie ist vor allem aus den Fernsehserien Miranda, Torchwood und Agatha Raisin bekannt.

## Leben
Wix wurde 1980 in Pontypridd bei Cardiff geboren und wuchs in Peterston-super-Ely auf. Sie studierte an der University of Warwick und dem Royal Welsh College of Music & Drama.

## Karriere
Im Jahr 2007 kam sie zur Comedy-Serie Not Going Out als Daisy. In der Serie Torchwood spielte sie Rhiannon Davies, die Schwester von Ianto Jones. Wix war 2010 in der BBC-Three-Sendung The King Is Dead zu sehen. Gastauftritte hatte sie in Horrible Histories, Outnumbered und Absolutely Fabulous. 2019 nahm sie an der neunten Staffel von Taskmaster teil, musste aber aus gesundheitlichen Gründen für zwei Folgen im Studio vertreten werden.
Sie spielte in Werbespots von Harvey’s Furniture Shop für Coronation Street. In Deutschland ist Wix durch ihre Rolle der Gemma Simpson in der britischen Krimiserie Agatha Raisin auf ZDFneo bekannt.

## Filmografie (Auswahl)

### Film
- 2006: 12 in a Box
- 2007: Magicians
- 2007: Where Have I Been All Your Life? (Kurzfilm)
- 2009: Cut and Paste (Kurzfilm)

### Fernsehserien
- 2006: Time Trumpet (2 Folgen)
- 2006: Extras (eine Folge)
- 2007: Comedy Cuts
- 2007: Rush Hour (6 Folgen)
- 2007: The Omid Djalili Show (eine Folge)
- 2007–2015: Not Going Out (41 Folgen)
- 2008: Headcases (eine Folge)
- 2009: FM (eine Folge)
- 2009: Torchwood (5 Folgen)
- 2009: Al Murray’s Multiple Personality Disorder (7 Folgen)
- 2009: Miranda (2 Folgen)
- 2009–2011: Horrible Histories (10 Folgen)
- 2010: The King Is Dead (7 Folgen)
- 2010: Outnumbered (eine Folge)
- 2011: Comedy Showcase: Anna and Katy
- 2011: Comedy Showcase: Coma Girl
- 2011: Absolutely Fabulous (eine Folge)
- 2011–2013: Anna & Katy (7 Folgen)
- 2014–2018: Agatha Raisin (11 Folgen)
- seit 2016: The Windsors
- 2017: Sherlock (eine Folge)
- 2018: Death in Paradise (eine Folge)
- 2019–2022: Ghosts (21 Folgen)
- 2023: Ted Lasso (9 Folgen)

### Radio
- 2011: Party